# IC 1339
IC 1339 ist eine  Balken-Spiralgalaxie mit aktivem Galaxienkern vom Hubble-Typ SBb im Sternbild Steinbock auf der Ekliptik. Sie ist schätzungsweise 380 Millionen Lichtjahre von der Milchstraße entfernt und hat einen Durchmesser von etwa 155.000 Lichtjahren.

Im selben Himmelsareal befinden sich u. a. die Galaxien NGC 6986 und IC 1336.
Das Objekt wurde am 17. August 1891 von Stéphane Javelle entdeckt.